# Emmy Andujar
Emmanuel Andújar Ortíz (Nueva York, 27 de enero de 1992) es un jugador de baloncesto profesional ocupando la posición de alero. Actualmente juega en el Baloncesto Superior Nacional con los Capitanes de Arecibo. Con ascendencia puertorriqueña  Andújar es actualmente parte del programa nacional de Puerto Rico.

## Trayectoria deportiva
Andujar jugó en los Manhattan Jaspers durante cuatro temporadas, siendo escogido mejor debutante de la Conferencia MAAC. 
En la temporada 2015-16 firma por el Actel Força Lleida, donde jugó una media de 27:52 minutos por partido, anotando casi 11 puntos en cada encuentro. Además, es una garantía en el rebote, lo que le hizo acabar cada encuentro con una media de 12’8 puntos de valoración.
En la temporada 2016-17 se convierte en el nuevo jugador del Quesos Cerrato Palencia.

## Clubes
- Manhattan Jaspers (2011-2015)
- Força Lleida Club Esportiu (2015-2016)
- Club Deportivo Maristas Palencia (2016-2017)
- Capitanes de la Ciudad de México (2017)